# WDR-Studio Essen

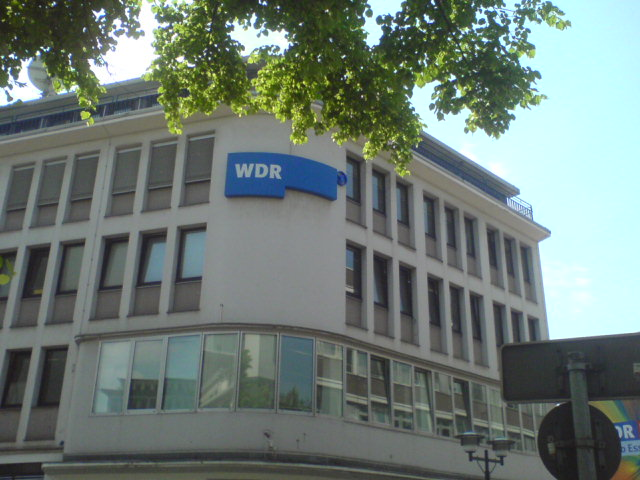
Außenansicht des WDR-Studios in Essen

Das WDR-Studio Essen ist eines von elf Regionalstudios des Westdeutschen Rundfunks in Nordrhein-Westfalen und zuständig für die Fernseh- und Hörfunkberichterstattung für das mittlere Ruhrgebiet. Es befindet sich im Essener Stadtkern, III. Hagen 31.

## Regionale Zuständigkeit
Das WDR-Studio Essen ist für die Berichterstattung für das mittlere Ruhrgebiet mit den Städten Bochum, Bottrop, Essen, Gelsenkirchen, Gladbeck, Herne, Mülheim an der Ruhr und Oberhausen zuständig.

## Produktionen
Für das WDR Fernsehen wird die Lokalzeit Ruhr, ein halbstündiges Magazin mit regionalen Fernsehbeiträgen, montags bis freitags von 19:30 Uhr bis 20 Uhr produziert. Zu den aktuellen Moderatoren des lokalen „Fensterprogramms“ Lokalzeit Ruhr gehören Maren Bednarczyk, Lars Tottmann und Désirée Rösch. Bis Ende März 2017 moderierte Julia Kleine etwa 16 Monate lang die Lokalzeit Ruhr. Zwischen 2017 und 2021 war Anna Fleischhauer Moderatorin der Sendung. Ihre Nachfolgerin wurde Maren Bednarczyk.
Seit September 2016 wird aus einem neuen Studio gesendet. Dieses ist moderner und auf den aktuellen Stand der Technik. Neben der Lokalzeit wird das 3sat-Ländermagazin für Nordrhein-Westfalen in Essen produziert. Moderiert wird es von Désirée Rösch.
Weiterhin kommen aktuelle Fernsehbeiträge für die Aktuelle Stunde und andere Sendungen des WDR-Fernsehens bei Bedarf aus Essen. Ebenfalls entstehen hier Beiträge für die lokalen Radio-Nachrichten auf WDR 2.

## Geschichte
Am 8. November 1963 nahm ein Büro im Gebäude der Industrie- und Handelskammer an der Lindenallee 56–58 als Essener WDR-Studio den Betrieb auf. Am 25. März 2014 feierte der WDR das 50-jährige Bestehen des Regionalstudios auf Zeche Zollverein.